# Fëdor III di Russia
Fëdor III Alekseevič Romanov in russo Фёдор III Алексеевич Романов? (Mosca, 9 giugno 1661 – Mosca, 7 maggio 1682) è stato zar di Russia dal 29 gennaio 1676 fino alla sua morte.

## Biografia

### I primi anni
Fëdor III era il terzo figlio dello zar Alessio I di Russia e della sua prima moglie Marija Il'inična Miloslavskaja.
A causa della morte dei suoi fratelli maggiori, Fëdor divenne zarevic e come tale fu educato. Uno dei precettori del principe ereditario fu il monaco della Russia occidentale e poeta Simeon Polockij che gli insegnò il latino ed il polacco, con il quale egli prese confidenza anche con lo stile di vita occidentale, e lo istruì nelle scienze, arte e nella musica.
Tuttavia fin da bambino era cagionevole di salute, soffrì di scorbuto ed aveva difficoltà a reggersi in piedi, a causa della debolezza dei suoi arti inferiori tanto che era solito muoversi in portantina.
Fëdor era, come il padre, un uomo molto pio, che scrisse anche alcuni inni religiosi e fu il primo zar a vestirsi e pettinarsi all'occidentale. Sotto il suo regno la Russia incominciò ad avvicinarsi all'Europa, avvicinamento che fu accentuato dai suoi successori.

### Governo
In generale, a causa delle sue difficili condizioni di salute, ci si aspettava da lui un governo debole. Allorché nel 1676 morì suo padre, Fëdor gli subentrò sul trono di Russia appena sedicenne.
All'inizio del suo regno egli dovette sottostare alla volontà di alcuni suoi antagonisti, specialmente Artamon Sergeevič Matveev cercò di tenere in suo potere il giovane zar.
Egli ebbe vicina la famiglia Naryškin ed ebbe l'intenzione di porre sul trono il giovane Pietro, figlio di Alessio I e della sua seconda moglie Natal'ja Kirillovna Naryškina. In ogni caso già tre settimane dopo la sua incoronazione, fece giudicare e bandire Matveev per corruzione ed abuso d'ufficio, ma sarebbe stato richiamato solamente tre anni dopo.
Durante il suo regno ebbero inizio molte riforme, che non poterono essere portate a termine a causa della brevità del medesimo: istituì un'accademia di scienze presso il Monastero Zaikonospasskij, centralizzò l'apparato burocratico, migliorò la riscossione fiscale ed infine, il 24 novembre 1681 abolì il sistema gerarchico militare (Mestničestvo), decretando la distruzione dei registri che contenevano i ranghi di ciascuna famiglia nobiliare con la rispettiva gerarchia degli incarichi civili e militari cui aveva diritto; con tale misura, sostanzialmente, venne statuito il principio secondo cui gli incarichi venivano attribuiti soltanto per meriti di servizio.
Una circostanza contraria fu che egli si trovò in uno stato di guerra pressoché costante contro l'Impero ottomano, che terminò solo nel 1681 con la pace di Bachčisaraj, vantaggiosa per la Russia.
Morì il 7 maggio 1682 di malattia; non avendo eredi, scoppiò una crisi di successione che vide inizialmente la vittoria del fratellastro Pietro ma che, in seguito alla rivolta degli Strel'cy, vide la creazione di un debole governo congiunto di Pietro I e del fratello maggiore Ivan, sotto la reggenza della sorella Sofia.

### Matrimoni e figli
Il 28 luglio 1680 Fëdor sposò in prime nozze Agafija Grušeckaja, che gli diede un figlio, Il'ja, l'11 luglio 1681 ma questi sfortunatamente morì dieci giorni dopo la nascita, seguito subito dopo dalla madre, deceduta a causa del parto. Nell'ottobre dello stesso anno Fëdor sposò in seconde nozze Marfa Matveevna Apraksina, dalla quale tuttavia non ebbe figli.

## Ascendenza
|                                |                    |                                    | Genitori                  |  |  | Nonni |  |  | Bisnonni                    |  |  | Trisnonni                         |  |
|                                |                    |                                    |                           |  |  |       |  |  | Patriarca Filarete di Mosca |  |  | Nikita Romanovič Zachar'in-Jur'ev |  |
|                                |                    |                                    |                           |  |  |       |  |  | Patriarca Filarete di Mosca |  |  | Nikita Romanovič Zachar'in-Jur'ev |  |
|                                |                    | Varvara Ivanovna Golovina-Khovrina |                           |  |  |       |  |  | Patriarca Filarete di Mosca |  |  |                                   |  |
| Michele I di Russia            |                    |                                    |                           |  |  |       |  |  | Patriarca Filarete di Mosca |  |  |                                   |  |
|                                |                    | Ksenija Ivanovna Šestova           | Ivan Vasil'evič Šestov    |  |  |       |  |  |                             |  |  |                                   |  |
|                                |                    | Ksenija Ivanovna Šestova           | Ivan Vasil'evič Šestov    |  |  |       |  |  |                             |  |  |                                   |  |
|                                |                    | Ksenija Ivanovna Šestova           | …                         |  |  |       |  |  |                             |  |  |                                   |  |
| Alessio I di Russia            |                    | Ksenija Ivanovna Šestova           |                           |  |  |       |  |  |                             |  |  |                                   |  |
|                                |                    | Luk'jan Stepanovič Strešnëv        | Stepan Andreevič Strešnëv |  |  |       |  |  |                             |  |  |                                   |  |
|                                |                    | Luk'jan Stepanovič Strešnëv        | Stepan Andreevič Strešnëv |  |  |       |  |  |                             |  |  |                                   |  |
|                                |                    | Luk'jan Stepanovič Strešnëv        | …                         |  |  |       |  |  |                             |  |  |                                   |  |
| Evdokija Luk'janovna Strešnëva |                    | Luk'jan Stepanovič Strešnëv        |                           |  |  |       |  |  |                             |  |  |                                   |  |
|                                |                    | Anna Konstantinovna Volkonskaja    | Konstantin Volkonskij     |  |  |       |  |  |                             |  |  |                                   |  |
|                                |                    | Anna Konstantinovna Volkonskaja    | Konstantin Volkonskij     |  |  |       |  |  |                             |  |  |                                   |  |
|                                |                    | Anna Konstantinovna Volkonskaja    | …                         |  |  |       |  |  |                             |  |  |                                   |  |
| Fëdor III di Russia            |                    | Anna Konstantinovna Volkonskaja    |                           |  |  |       |  |  |                             |  |  |                                   |  |
|                                | Danil Miloslavskij | …                                  |                           |  |  |       |  |  |                             |  |  |                                   |  |
|                                | Danil Miloslavskij | …                                  |                           |  |  |       |  |  |                             |  |  |                                   |  |
|                                | Danil Miloslavskij | …                                  |                           |  |  |       |  |  |                             |  |  |                                   |  |
| Il'ja Danilovič Miloslavskij   | Danil Miloslavskij |                                    |                           |  |  |       |  |  |                             |  |  |                                   |  |
|                                |                    | …                                  | …                         |  |  |       |  |  |                             |  |  |                                   |  |
|                                |                    | …                                  | …                         |  |  |       |  |  |                             |  |  |                                   |  |
|                                |                    | …                                  | …                         |  |  |       |  |  |                             |  |  |                                   |  |
| Marija Il'inična Miloslavskaja |                    | …                                  |                           |  |  |       |  |  |                             |  |  |                                   |  |
|                                |                    | Fëdor Narbekov                     | …                         |  |  |       |  |  |                             |  |  |                                   |  |
|                                |                    | Fëdor Narbekov                     | …                         |  |  |       |  |  |                             |  |  |                                   |  |
|                                |                    | Fëdor Narbekov                     | …                         |  |  |       |  |  |                             |  |  |                                   |  |
| Ekaterina Fëdorovna Narbekova  |                    | Fëdor Narbekov                     |                           |  |  |       |  |  |                             |  |  |                                   |  |
|                                |                    | …                                  | …                         |  |  |       |  |  |                             |  |  |                                   |  |
|                                |                    | …                                  | …                         |  |  |       |  |  |                             |  |  |                                   |  |
|                                |                    | …                                  | …                         |  |  |       |  |  |                             |  |  |                                   |  |
|                                |                    | …                                  |                           |  |  |       |  |  |                             |  |  |                                   |  |